# Inés Remersaro
Inés Remersaro (2 de diciembre de 1992) es una estudiante, deportista y nadadora uruguaya.

## Vida
Estudió en el Colegio y Liceo Alemán de Montevideo y es licenciada en finanzas de la Universidad Bautista de Oklahoma.
Practicó handball en su colegio.  compitió en el Club Biguá y  por Uruguay, en los Juegos Panamericanos de 2011 en los 100 metros destilo espalda femenino y en los 200 metros estilo espalda femenino, acabando en 20.ª y 16.ª posición respectivamente.
También compitió en los Juegos Olímpicos de Londres 2012, en la categoría de 100 m estilo espalda femenino acabando en 43.ª posición, no pudiendo clasificarse para las semifinales.
Por Uruguay en los Juegos Olímpicos de Río de Janeiro 2016, batió el récord nacional y ganó en su serie de clasificación, aunque no fue suficiente para clasificar a las semifinales. La uruguaya finalizó en el puesto 34° entre 46 participantes, haciendo los 100 m libre en 57 s y 85 centésimas.

- 2016, Récord nacional de natación 100 m libre femenino tiempo: 57,85.[6][7]